# Suicide Alley
"Suicide Alley" é o single de estreia da banda britânica de rock Manic Street Preachers, lançado em 1988. Autoproduzida, a produção foi paga e lançada pelos próprios músicos em trezentas cópias. A capa foi fotografada pelo futuro integrante do grupo, Richey Edwards e musicalmente falando, a faixa possui influências do The Clash.
O lado B, "Tennessee (I Get Low)", foi regravado no primeiro disco da banda, Generation Terrorists (1992).

## Faixas
Lado A
1. "Suicide Alley"

Lado B
1. "Tennessee"

## Ficha técnica
- James Dean Bradfield - vocais, guitarras
- Sean Moore - bateria
- Nicky Wire - baixo